# Lisa Cawén
Lisa Eleonora Cawén, gift Heikkinen, född 22 maj 1899 i Tavastehus, död 9 augusti 1974 i Helsingfors, var en finländsk barnboksförfattare.
Cawén, som var dotter till länsarkitekten Alfred Cawén och Adéle Walhelm, avlade studentexamen 1917. Hon var gift med direktören Alex Heikkinen i Helsingfors.